# Xosé Artiaga
Xosé Artiaga Barreira (Mondoñedo, 10 de julio de 1955) es un pintor, grabador, fotógrafo y artista multimedia, así como catedrático de dibujo español.

## Biografía

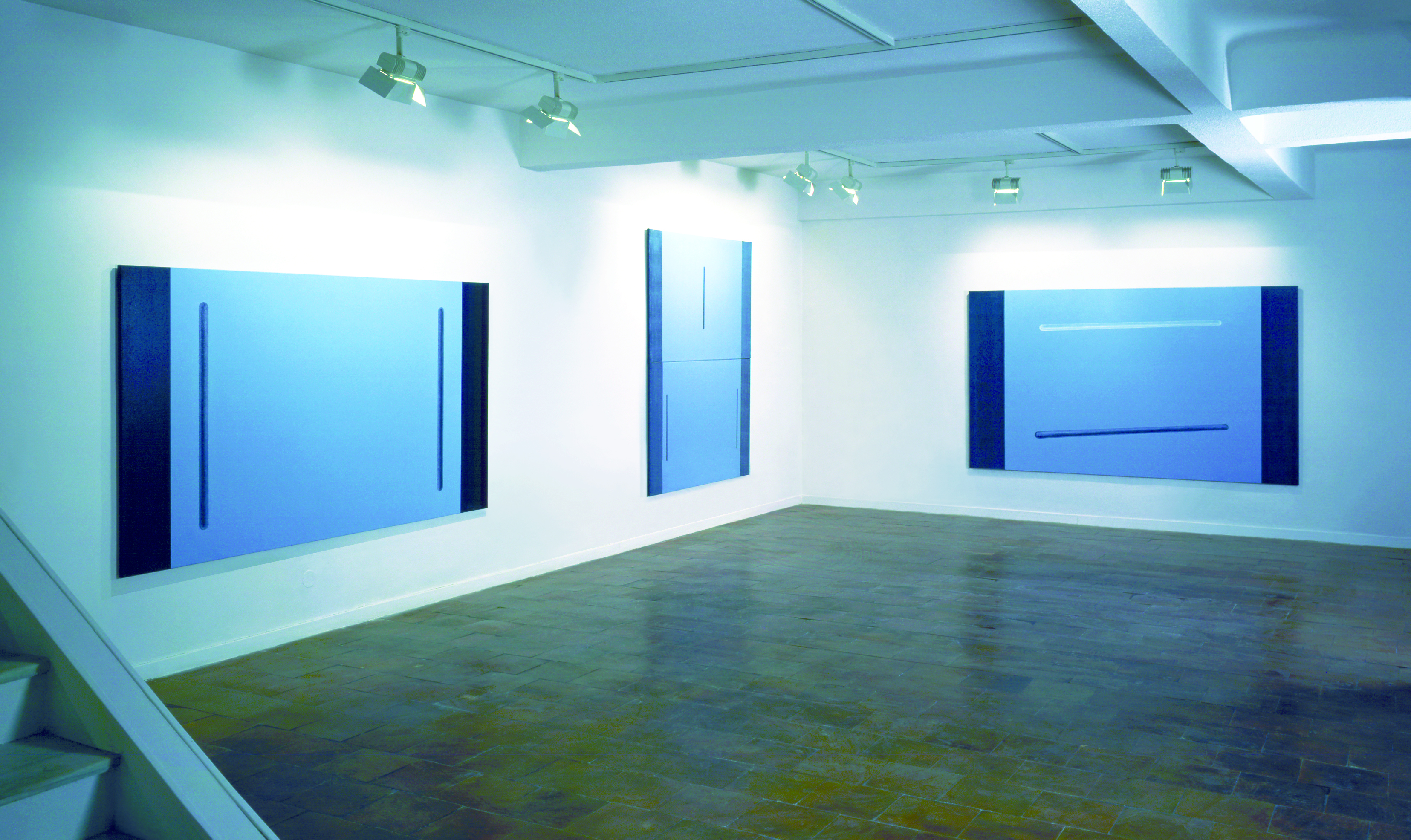
Panorámica de la exposición "Presencias", en 1990

Nació en la ciudad lucense de Mondoñedo el 10 de julio de 1955. Estudió en la Escuela Superior de Bellas Artes de San Fernando de Madrid. En 1983 presentó tesina de convalidación para licenciatura en la Facultad de Bellas Artes (Universidad Complutense de Madrid) con el título "La cultura castreña", dirigida por el profesor Juan Fernando de Laiglesia.
Ha participado en numerosos certámenes de arte de modo regular, en muchas ocasiones de la mano de la Galería Emilio Navarro, de Madrid. A los veinte seis años se presentó con la obra "Personaje de madrugada" al IX Certamen Nacional de Arte convocado por la Caja de Ahorros de Guadalajara, resultando elegido entre los treinta y tres finalistas, cuyas obras se expusieron a partir del 30 de octubre de 1981. También ha tenido obra suya expuesta en Art Basel, ARCO, Salón de los 16, Mostra Gas Natural Fenosa, Chicago Internacional Art Exposition o Premio de Pintura L'Oréal, entre otros. Así mismo ha colaborado con diferentes medios periodísticos, como los periódicos Diario 16, El Progreso (Lugo), Faro de Vigo, El Correo Gallego (Santiago) y la revista Monfadal  (revista mindoniense de cultura).
Posee además obra mural realizada para edificios de la Junta de Galicia en Lugo, Vivero y Germade.
Ha recibido el VII Premio Constitución de Pintura de la Junta de Extremadura (1994), y el Premio de Pintura L'Oréal en varias ocasiones.
Tiene obra expuesta en el Museo Provincial de Lugo (Lugo), la Colección de Arte de la Junta de Galicia (Santiago), la Colección Banco de España (Madrid), el Centro Gallego de Arte Contemporáneo (Santiago), el ayuntamiento de Mondoñedo, la Cultural Rioja (Logroño), la Colección Comisionado do V Centenario de Galicia, la Colección Junta de Extremadura, el Ayuntamiento de Alcorcón y la Comunidad de Madrid.
En febrero de 1996 salió a la luz el primer número de la revista Arte y Parte, subtitulada «revista bimestral de información artística», un referente en el ámbito internacional sobre las artes plásticas latinas, dirigida por el crítico gallego Miguel Fernández-Cid, quien recurrentemente ha analizado la obra de Artiaga desde que le conoció en 1984. Aquel reconoció ya en ese mismo número la atención y colaboración prestada en la gestación de dicho proyecto periodístico a, entre otros, Xosé Artiaga. En 1998 fueron escogidas cuatro de sus obras, pertenecientes a la serie Reencontres, para ilustrar en dicha revista uno de los relatos de la sección "Palabras para el arte".
Es padre del también artista y crítico José Artiaga Rodero y de la profesora y comisaria de arte Saudade Artiaga Rodero.

### Crítica artística
A decir del crítico Fernández-Cid, en su obra se refleja una reivindicación de su lugar de origen, explicando que «sus pinturas son de apariencia fría, pero evocan una mirada selectiva, una actitud a un tiempo intensa y reflexiva», calificándolo también de «racionalista emocional»
Fundamentalmente a partir del comienzo del siglo XXI, Artiaga experimenta cada vez con mayor asiduidad con otros soportes. Así, por ejemplo, con la fotografía. El crítico David Barro señala en este sentido que «muda de soporte, pero no de bandera, no funciona como un oportunista, sino que se apoya en la fotografía con el propósito de conseguir resultados que la pintura no alcanza, nunca para traicionarla».

### Labor como docente
Aparte de su carrera artística, ha ejercido como profesor de plástica en diferentes centros educativos. En 1984 opositó para ingresar en el Cuerpo de Catedráticos Numerarios de Bachillerato, siendo nombrado a comienzos de 1986. Ha ejercido como profesor de dibujo en el IES Galileo Galilei (de Alcorcón, desde el curso 1987-88), el IES Iturralde (de Madrid) y en Villagarcía de Arosa.
En paralelo a sus inquietudes artísticas y su compromiso con la protección de los animales, ha desarrollado iniciativas en centros escolares que pretenden fomentar tanto la creatividad artística como el amor por los animales.

### La Fundación Artiaga
El 8 de julio de 2015 creó en Villagarcía de Arosa la Fundación Artiaga, clasificada como de interés cultural por la Junta de Galicia en el mismo año. Esta fundación tiene por objeto la divulgación de la cultura a través del arte, contribuir al desarrollo cultural, social y científico de Galicia, promover el estudio y conservación de la obra de Xosé Artiaga, así como la búsqueda de nuevos artistas, y proteger a animales abandonados. El patronato está presidido por el artista y completado en los cargos de vicepresidente y secretaria por sus dos hijos, José y Saudade Artiaga Rodero.
Para recaudar fondos para esta fundación, organizó en 2017 una exposición colectiva itinerante titulada "AAN in ART", en la que se reunieron obras de cuarenta y dos artistas plásticos gallegos, habiendo pasado en marzo por la Fundación Torrente Ballester (Santiago de Compostela) y en julio por el Pazo de Sabadelle (Sabadelle, Chantada).

## Exposiciones
- IX Certamen Nacional de Arte Caja de Ahorros de Guadalajara (Guadalajara, octubre 1981)[5]
- José Artiaga. Grabados, ADART (Madrid, enero 1983)[27]
- José Artiaga. Dibujos, Librería Abril (Madrid, febrero 1983)[28]
- Sala de exposiciones de la Diputación Provincial de Lugo (Lugo, abril 1985)
- Sala Pena Trapero (Mondoñedo, abril 1985)
- V Salón Nacional de Artes Plásticas (Alcobendas, Madrid, 1985)[1]
- I Bienal de Pintura Fundación Araguaney (Santiago de Compostela, diciembre 1985)
- 1990 (La Coruña, Santiago y Vigo, marzo 1986)[29]
- Galería Sargadelos (Santiago de Compostela, marzo 1986)[6]
- Galicia: chove sobre mollado, UIMP (Palacio de La Magdalena, Santander, agosto 1986)[6]
- Dezasete Pintores de Lugo (Buenos Aires en Argentina[1][6], Lugo, Pontevedra y Santiago, 1986/87)
- IX Bienal de Arte (Pontevedra, agosto 1987)[6]
- Sala Casa da Parra (Santiago de Compostela, septiembre de 1987)[30][6]
- Sala Durán Loriga (La Coruña, octubre 1987)[6]
- Galería Columela (Madrid, abril 1988)[31][6]
- Revisión dunha década 1978-1988 (Santiago[6] y Vigo, junio/julio 1990)
- II Bienal de Artes Plásticas Cultural Rioja (Logroño, julio 1990)[6]
- En la arena, Galería Emilio Navarro (Madrid, 1990)[6]
- Presencias, Galería Emilio Navarro (Madrid, octubre 1990)
- IV Premios Constitución de Pintura[6] (Badajoz y Cáceres, febrero/marzo 1991)
- 40 grados a la sombra, Galería Emilio Navarro (Madrid, 1991)[6]
- II Mostra Unión Fenosa (La Coruña, julio 1991)
- Alquilart (Madrid, 1991)
- XI Salón de los 16, Palacio de Velázquez y Centro de Arte Reina Sofía (Madrid, septiembre 1991)[6]
- VII Premio de Pintura L´Oréal, Casa de Velázquez (Madrid, octubre 1991)
- II Certamen de Pintura de la UNED, Casa de Velázquez (Madrid, enero 1992)[1]
- XI ARCO 92, por la Galería Emilio Navarro (Madrid, febrero 1992)[6]
- Galería Delpasaje (Valladolid, abril 1992)[6]
- Le printemps des arts, Créations 92-Espagne, Maison des Arts Georges Pompidou (Cajarc, Francia, abril/mayo 1992)[6]
- Chicago Internacional Art Exposition, por la Galería Emilio Navarro (Chicago, Estados Unidos, 1992)[6]
- Art 23' 92 (Basilea, Suiza, junio 1992)[6]
- Pintores y Escultores Gallegos en la EXPO´92, Pabellón de Galicia (Sevilla, 1992)[6]
- Artistas en Madrid, EXPO´92, Pabellón de la Comunidad de Madrid (Sevilla, 1992)
- XII ARCO 93, por la Galería Emilio Navarro (Madrid, febrero 1993)[6]
- Trazos e Camiños[6] (La Coruña, Ferrol, Lugo, Orense, Pontevedra, Santiago y Vigo, 1993)
- Cimal Arte Internacional 41 (Valencia, 1993)
- IV Bienal de Pintura Ciudad de Pamplona (Pamplona, marzo 1993)
- Ultreia (Lugo, 1993)[6]
- XIII Certámenes nacionales Ciudad de Alcorcón (Alcorcón, Madrid, febrero 1994)[6]
- Colección de Arte da Xunta de Galicia 1986-1993 (1995)
- III Certamen Nacional de Pintura La General (Granada, marzo 1995)
- IV Mostra Unión Fenosa (La Coruña, agosto 1995)[32]
- XI Premio de Pintura L´Oréal, Centro Conde Duque (Madrid, octubre 1995)
- Mondoñedo: máis preto[6] (Barcelona, Bilbao, La Coruña, Getafe, Mondoñedo, Santiago, Tréguier en Francia y Vigo, 1996/97)[1]
- Galicia, 1900-1990, Galicia Terra Única, Hospital da Caridade (Ferrol, mayo 1997)[1][6]
- A Galicia exterior, Galicia Terra Única, Estación Marítima (Vigo, mayo 1997)[33][6]
- Galicia hoxe, Galicia Terra Única, Fundación Pedro Barrié de La Maza (La Coruña, 1997)[6]
- V Mostra Unión Fenosa (La Coruña, agosto 1997)
- XIII Premio de Pintura L´Oréal, Centro Conde Duque (Madrid, octubre 1997)
- ¡Hasta la victoria siempre! Homenaje de los artistas gallegos al Ché, Galería Sargadelos (Santiago, diciembre 1997)[34]
- XIV Premio de Pintura L´Oréal, Centro Conde Duque (Madrid, octubre 1998)
- Monfadal 1 (Mondoñedo, diciembre 1998)
- IV Bienal de Lalín (Lalín, Pontevedra, abril 1999)
- VI Mostra Unión Fenosa (La Coruña, junio 1999)
- Galería Bacelos. Exposiciones 1999-2000, Galería Bacelos (Vigo, 2000)[6]
- Novas adquisicións, Centro Galego de Arte Contemporánea (Santiago, 2000)[1][6]
- Monfadal 2 (Mondoñedo, noviembre 2001)
- XAB: Trans (Lugo, diciembre 2002)[1][6]
- Marea negra (2003)[6]
- Excéntrico, Museo Provincial de Lugo (Lugo, 2004)[35][6]
- Ars Moenia (2004)[6]
- Haciendo deporte, Galería Caracol (Valladolid, 2005)
- Art Salamanca/06, Galería Caracol (Salamanca, diciembre 2005)[36]
- Off / Fóra. Movementos imaxinarios entre Galicia e o Cono Sur, XXIX Bienal de Arte de Pontevedra (Pontevedra, julio 2006)[37]
- Noir (Cervo, Lugo, 2006)
- XAB, sala de exposiciones del Centro Cultural e de Servizos á Cidadanía de Cervo (Cervo, Lugo, enero 2007)
- Fluxo e refluxo na mar da arte (2007)[38]
- Art Salamanca/07, por la Galería Caracol (Salamanca, 2007)[39]
- Artesantander 2009, por la Galería Caracol (Santander, 2009)[40]
- AAN in Art (Santiago y Chantada, 2017)[24][25]